# 中華科技大学

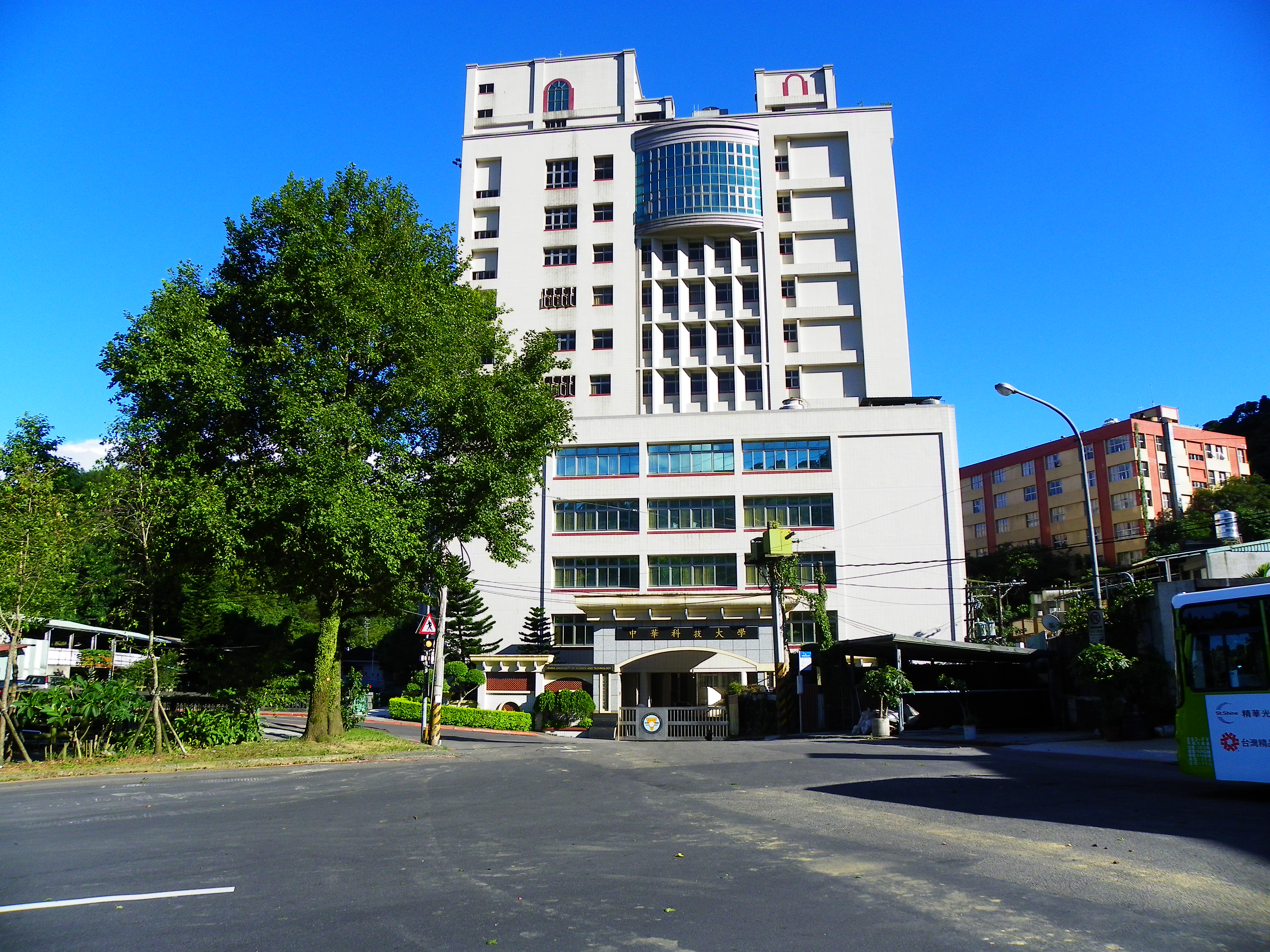
中華科技大学台北キャンパス西口。

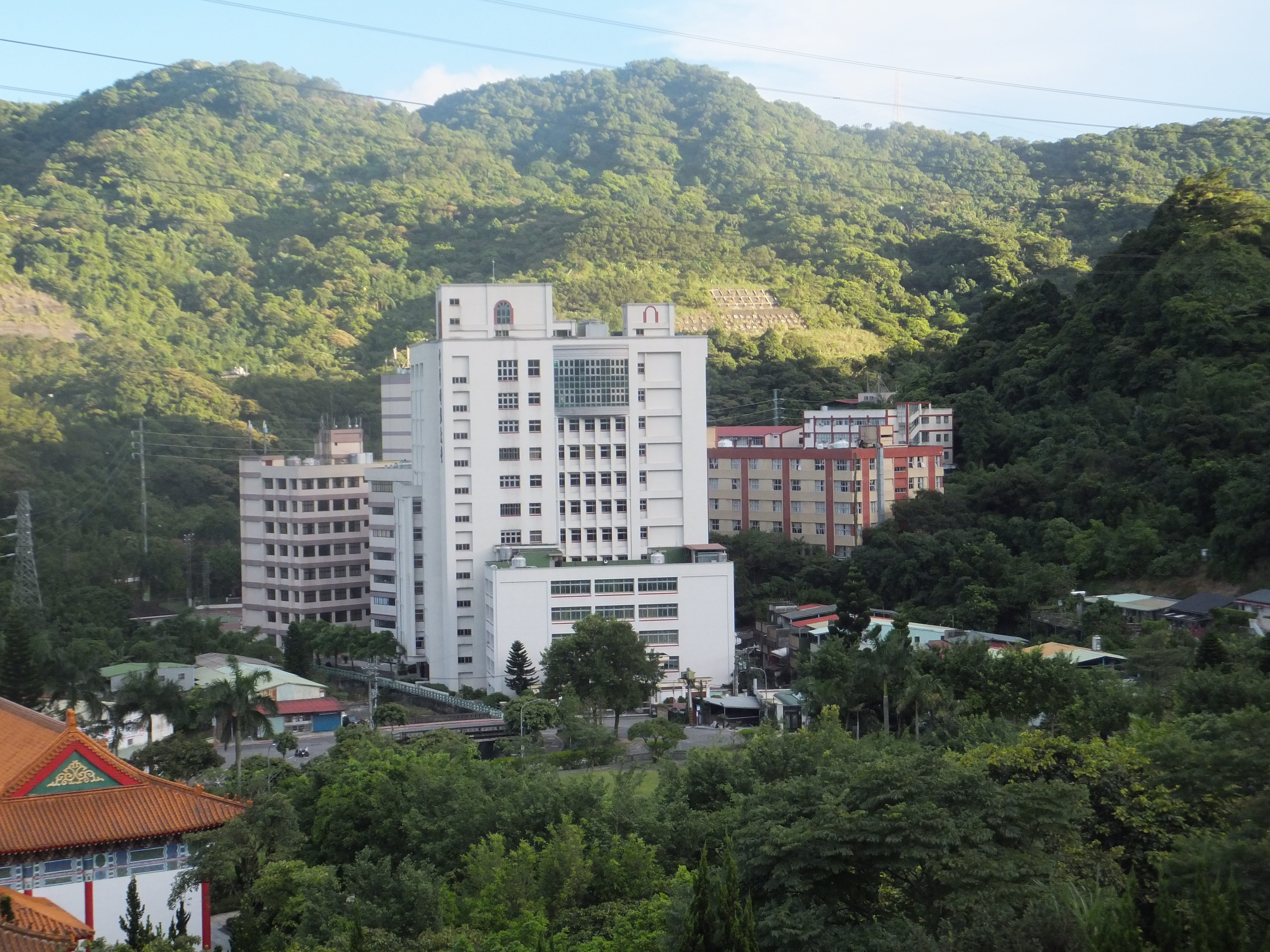
中華科技大学台北キャンパス鳥瞰。

中華科技大学（ちゅうかかぎだいがく、China University of Science and Technology）は、台湾台北市に位置する私立科技大学である。

## 歴史
| 年     | 月日 | 事項 |
| ------ | ---- | --- |
| 1968年 | -    | 「中華工業専科学校」として開校 機械工学、電機工学、土木工学、建築工学の4学科を設置                                  |
| 1982年 | -    | 2年制夜間部を設置                                                                                                   |
| 1989年 | -    | 二専日間部を設置 |
| 1993年 | -    | 二専日間部に建築学科、土木学科を新設                                                                                |
| 1994年 | -    | 「中華工商専科学校」と改称 二専企業管理、国際貿易、銀行保険学科を新設                                               |
| 1998年 | -    | 進修補校を新設 二専門銀行保険学科社会人コースを新設                                                                 |
| 1999年 | -    | 「中華技術学院」と改称 夜間部を進修部、進修補校を進修専校と改称 二技機械、電機、電子、土木4学科の社会人コースを新設 |
| 2001年 | -    | 航空電子、航空機械、情報管理の3学科を新設                                                                           |
| 2009年 | -    | 「中華科技大学」と改称                                                                                              |

## 組織
- 工学学群
  - 情報工学学科
  - 電子工学学科
  - 電気機械工学学科
  - 機械工学学科
  - 土木工学学科
  - 建築工学学科
  - 工業工学管理学科
- 商業学群
  - 情報管理学科
  - 財務金融学科
  - 国際貿易学科
  - 企業管理学科
- 航空学群
  - 航空機械学科
  - 航空電子学科
  - 航空サービス管理学科
- 生活社会学群
  - バイオテクノロジー学科
  - 食品科学学科
  - レストラン管理学科
  - 観光事業管理学科
- 研究所
  - 土木工学研究所
  - 電子工学研究所
  - 機械電気工学研究所